# Brigate Osoppo
Le Brigate Osoppo-Friuli furono formazioni partigiane autonome fondate presso la sede del Seminario Arcivescovile di Udine il 24 dicembre 1943 su iniziativa di volontari di ispirazione laica, socialista e cattolica, gruppi già attivi dopo l'8 settembre nella Carnia e nel Friuli. Il nome di Osoppo venne dato alla brigata come ricordo e collegamento simbolico con la storia risorgimentale della regione, che vide nel 1848 la città di Osoppo resistere in una impari lotta, per sette mesi, all'assedio delle truppe austriache.
I fini della Osoppo erano cooperare in autonomia con le formazioni garibaldine comuniste e contribuire alla lotta antifascista contro le forze occupanti tedesche. Queste ultime avevano infatti istituito la Operationszone Adriatisches Küstenland, sottraendo di fatto l'intero territorio del Friuli-Venezia Giulia all'autorità della Repubblica Sociale Italiana ed instaurando un rigido regime di repressione e spoliazione, avvalendosi della partecipazione di reparti di SS etniche, di cosacchi e di forze repubblicane fasciste.
Tale raggruppamento autonomo ebbe al comando: Candido Grassi (nome di battaglia "Verdi"), Manlio Cencig (nome di battaglia "Mario"), due capitani del Regio Esercito Italiano e don Ascanio De Luca (già cappellano degli Alpini in Montenegro e in quel momento parroco a Colugna, frazione di Tavagnacco). A causa della complessa situazione politico-militare presente nel territorio friulano e della Venezia Giulia, al centro di opposti nazionalismi e di secolari rivalità etnico-territoriali, le formazioni della Osoppo ebbero rapporti spesso conflittuali con i reparti garibaldini comunisti e furono in contrasto con le forze partigiane sloveno-jugoslave.

## Le regioni orientali dopo l'8 settembre

### La dissoluzione dello stato italiano
Dopo l'8 settembre le divisioni italiane della 2ª Armata, già impegnate da molti mesi in una dura guerra di repressione ed antiguerriglia in Slovenia, contro le forti unità partigiane jugoslave e la popolazione indigena, si disgregarono. A Trieste e Gorizia il generale Alberto Ferrero abbandonò il comando senza lasciare ordini. A Fiume il generale Gastone Gambara (comandante dell'11º Corpo d'armata) attese l'11 settembre, quando raggiunto dai primi reparti tedeschi che stavano rapidamente occupando l'Istria, cedette loro il comando. Lo stesso avvenne a Pola. La dissoluzione di molti reparti e la mancanza di ordini consegnò gli oltre 100.000 soldati italiani dislocati nell'area alla rapida reazione tedesca senza avere la possibilità di abbozzare un piano di resistenza. L'occupazione tedesca non si estese subito su tutta la regione e, dopo la dissoluzione dell'amministrazione italiana, le formazioni jugoslave, già in parte presenti e attive nelle zone confinarie fin dal 1941, presero l'iniziativa.
La situazione era particolarmente confusa: oltre alle truppe sbandate dei reparti italiani rimasti privi di ordini e in dissoluzione, e ai reparti tedeschi in afflusso, subito dopo l'8 settembre penetrarono nell'area anche le formazione del IX Corpus Sloveno, inquadrato nella IV Armata jugoslava e forte di 50 000 uomini, che attraversarono le Alpi Giulie e avanzarono nel Carso e nell'Istria, puntando su Gorizia, Trieste, Pola, Fiume. Inoltre nelle provincie di Gorizia, Pola, Fiume e Trieste era già in corso, dalla seconda metà del 1941, una crescente attività partigiana di guerriglia e sabotaggio da parte di formazioni di resistenza slovene costituite sul posto. Le formazioni jugoslave, accese da un forte nazionalismo e da spirito di vendetta dopo l'occupazione e la politica di dura repressione e di snazionalizzazione italiana sul confine orientale e in Jugoslavia, si abbandonarono a violente rappresaglie sulla minoranza italiana, in particolare sugli elementi considerati nazionalisti o fascisti.
Lo spietato comportamento delle truppe e dei comandi italiani durante i due anni di occupazione in Slovenia, Croazia e Montenegro, caratterizzato da misure repressive di grande durezza e da un numero elevatissimo di uccisioni, devastazioni e deportazioni, provocò una violenta reazione nazionalistica slava nel momento dell'arrivo dei partigiani in territorio italiano. Le formazioni jugoslave, spesso supportate dalla locale popolazione di etnia slava, iniziarono quindi ad arrestare molti cittadini italiani con l'accusa di essere fascisti, ma in realtà non si distinse tra cittadini italiani, che furono generalmente definiti come "nemici del popolo". Gli arrestati furono concentrati a Pisino e, dopo un processo sommario che si concluse quasi sempre con una condanna a morte, fucilati e gettati nelle cave carsiche (foibe). Nei massacri delle foibe del settembre 1943 trovò così la morte oltre un migliaio di italiani, prima della conclusione di un precario accordo di collaborazione antifascista tra le formazioni garibaldine comuniste italiane e i partigiani slavi.

### La Zona d'Operazioni Litorale Adriatico e la repressione
Secondo quanto predisposto nell'operazione Achse per volontà di Hitler e dei comandi tedeschi, la provincia di Udine e l'intera Venezia Giulia furono subito incluse nella Zona d'operazioni del Litorale adriatico facendo in tal modo assumere a tali territori la denominazione che avevano nel periodo della dominazione dell'Impero Asburgico con chiara suggestione di annullamento di quanto ottenuto dall'Italia a seguito della prima guerra mondiale. Tali regioni furono poste sotto l'amministrazione del carinziano Friedrich Rainer, nominato Alto commissario e dotato di pieni poteri, in previsione di una successiva formale annessione della regione al III Reich. Nei diari di Joseph Goebbels si parla addirittura di progetti di annessione non solo per il Litorale Adriatico, ma anche di tutto il Veneto, per sfruttarlo come "zona di attrazione turistica" per la "razza superiore" tedesca. Il 10 settembre 1943 le province di Bolzano, Belluno e Trento furono subito riunite nel "Voralpenland" mentre il territorio di Udine, Gorizia, Trieste, Pola, Fiume e Lubiana venne ufficialmente costituito in "Adriatisches Kustenland" in ottobre, dopo il completamento, da parte delle forze armate germaniche, dell'occupazione del territorio tra il 9 settembre e il 12 ottobre.
Il 2 ottobre 1943 le truppe tedesche passarono decisamente all'offensiva e sferrarono l'operazione Wolkenbruch ("Nubifragio"), impiegando tre divisioni SS e due divisioni di fanteria (una delle quali turkmena), che respinsero il IX Corpus e distrussero gli abitati utilizzati dagli jugoslavi come basi di appoggio; l'operazione si concluse con la vittoria tedesca il 15 ottobre 1943. Il 1º ottobre 1943 i tedeschi istituirono la Zona d'Operazioni Litorale Adriatico, amministrata dal Commissario Supremo Friedrich Rainer, al quale venne affiancato per i compiti di repressione il Gruppenführer SS Odilo Globočnik, in precedenza coordinatore dei campi di sterminio tedeschi in Polonia e noto come il "boia di Lublino".
Il 9 ottobre 1943 le provincie giuliane (Gorizia, Trieste, Pola, Fiume), così come il Friuli, furono accorpate alla Zona d'Operazioni Litorale Adriatico, e assoggettate all'amministrazione militare germanica, sottraendole di fatto anche alla giurisdizione formale del governo collaborazionista istituito dai tedeschi nelle regioni d'Italia da essi occupate, la Repubblica sociale italiana.
La politica perseguita dalle autorità tedesche nell'area dell'"Adriatisches Küstenland", diretta con poteri dittatoriali da Rainer, consistette nell'estromissione dell'influenza politico-amministrativa della Repubblica di Salò, nella pianificazione ed attuazione di misure per una successiva annessione al Reich, nello sfruttamento economico, nella repressione delle manifestazioni di dissenso e di lotta partigiana antifascista. In Carnia le autorità tedesche insediarono addirittura, con stanziamenti teoricamente definitivi, i cosacchi del Don e del Kuban del generale Krasnov e del principe Zulikize, che stabilirono comandi a Verzegnis ed a Paluzza e organizzarono vasti saccheggi e devastazioni, oltre a collaborare attivamente nelle massicce repressioni antipartigiane nazifasciste.
Le autorità politiche e i reparti militari della Repubblica di Salò parteciparono alla repressione ed alla lotta contro le formazioni della Resistenza: i reparti della X MAS inizialmente manifestarono velleitari propositi di difesa anti-slava delle terre di confine, ma finirono poi (completamente esautorati da Rainer, che mal tollerava qualsiasi "intromissione" fascista nei territori da lui amministrati) per distinguersi soprattutto nella repressione contro le brigate garibaldine e Osoppo, mentre alcuni personaggi della polizia repubblicana, come Gaetano Collotti e Giuseppe Gueli, organizzarono a Trieste apparati polizieschi particolarmente violenti e aggressivi nei confronti di partigiani e simpatizzanti.

## Le forze della Resistenza e la costituzione delle Brigate Osoppo

### Nascita della Resistenza in Friuli e Venezia-Giulia
In questa situazione complessa e difficile, caratterizzata da odii interetnici, politica di potenza, spirito di vendetta, opposti nazionalismi, estremismi ideologici, repressioni, deportazioni, rappresaglie, le prime formazioni partigiane decise ad opporsi all'occupante tedesco ed alle forze collaborazioniste della RSI, si formarono nell'udinese, con gli autonomi di Mario Cencigh, i comunisti di Giacinto Calligaris e Mario Lizzero, gli azionisti di Fermo Solari; nella Venezia Giulia con la Brigata Proletaria (distrutta a Gorizia dai tedeschi) ed altre formazioni comuniste a Tarnova, a Trieste e nell'Istria.
Le due componenti fondamentali della Resistenza in queste regioni furono i comunisti, provenienti dal ceto operaio del Veneto orientale, e le popolazioni contadine e i borghesi, saldamente ancorati alla Chiesa cattolica, accomunati dall'odio antitedesco, ma divisi dalle ideologie; le componenti azioniste e socialiste, particolarmente deboli, confluirono con le formazioni prevalentemente cattoliche nella brigata Osoppo, che venne costituita nel novembre-dicembre 1943.

### Organizzazione degli "osovani"
Lo scopo delle formazioni autonome Osoppo, in cui confluirono oltre agli elementi costitutivi cattolici anche le formazioni gielliste e socialiste presenti nella regione, era quello di combattere contro i tedeschi e i fascisti per uno stato democratico all'interno della Resistenza, cercando di mantenere una collaborazione attiva con le unità comuniste garibaldine e salvaguardando inoltre gli interessi della popolazione italiana del Friuli e della Venezia Giulia di fronte alle forze partigiane jugoslave, efficienti, combattive ed accese da un forte spirito nazionalistico e antifascista. Furono scelti come segno di riconoscimento il cappello alpino ed il fazzoletto verde.
La scelta del nome fu particolarmente significativa: durante i moti risorgimentali del 1848, la fortezza della cittadina di Osoppo aveva opposto una strenua resistenza all'esercito imperiale austriaco, che l'assediava, fino ad ottenere di uscire dalla fortezza con l'onore delle armi per raggiungere Venezia dove ancora si combatteva.
Il raggruppamento decise di rimanere autonomo nel campo operativo, secondo quanto richiesto dai membri non comunisti nella seduta del CLN del 25 novembre 1943, tra i quali il sacerdote don Aldo Moretti "Lino" e l'azionista Fermo Solari. Le Osoppo decisero di accettare invece la direzione politica da parte del CLN di Udine, rifiutata invece dalle brigate Garibaldi, che già operavano nel Friuli Orientale con 4 battaglioni dal 9 settembre 1943.

## Il 1944 e la Repubblica della Carnia
Nella primavera del 1944, la Brigata Osoppo, con sede del comando presso il Castello Ceconi di Pielungo (comune di Vito d'Asio), era composta da sette battaglioni, comandati da Candido Grassi e aventi don Ascanio De Luca come commissario politico. Questi ultimi erano così dislocati:
- due in Carnia ("Carnia", "Tagliamento")
- due nelle Prealpi Carniche ("Italia D.D.", "Piave")
- tre nelle Prealpi Giulie ("Julio", "Torre", "Udine")

Il 19 luglio 1944 il comando di Pielungo venne incendiato dai tedeschi. A seguito di questo evento ci fu una situazione di instabilità nel comando per divergenze tra elementi di Giustizia e Libertà e gli altri osovani.
Il 21 agosto 1944 la Brigata Osoppo venne ristrutturata in cinque brigate, operanti tra la Carnia, le Prealpi Carniche, le Prealpi Giulie e la pianura.

### Comandi unificati Garibaldi Osoppo
Le Brigate Osoppo furono coordinate, per un periodo del 1944, da Comandi Militari unificati di Divisione alle Brigate Garibaldine, pur continuando ad avere l'autonomia organizzativa. A fine luglio si costituisce un comando di coordinamento tra la Osoppo della Sinistra Tagliamento e la Brigata Garibaldi Natisone.
Nella Destra Tagliamento, invece, a fine luglio nascono dai comandi unificati le divisioni Osoppo-Garibaldi "Ippolito Nievo - A" di montagna - Claut Val Cellina) e la "Ippolito Nievo B" (di pianura - Pordenone)
In settembre, viene creata anche la 2ª divisione Osoppo Territoriale. Questo spiega perché Roberto Battaglia indica erroneamente nell'elenco delle formazioni partigiane di montagna del nord Italia le Osoppo come componenti le cinque Divisioni Garibaldi Osoppo Friuli. Bisogna inoltre ricordare che il territorio era per natura diviso in due parti a causa della importantissima linea ferroviaria, che correva praticamente parallela alla strada statale e per un lungo tratto anche al Tagliamento, ghiaioso e largo circa un chilometro. Il Comando unificato era stato sollecitato anche dagli Alleati, che non volevano questioni politiche intralcianti la lotta contro i nazisti; esso trovava grandi difficoltà a causa delle notevoli differenze ideologiche tra le due formazioni, poté comunque essere utilizzato nella l'esperienza unitaria della Repubblica libera della Carnia (agosto-settembre 1944).

### Repubblica della Carnia
Nonostante i contrasti venne costituito anche un comando unificato, con il vincolo della unanimità delle decisioni, in una zona libera della Sinistra Tagliamento e del Collio, costituito dai garibaldini Mario Fantini "Sasso" (Comandante), Giovanni Padoan "Vanni" (Commissario politico), e dai due osovani Francesco De Gregori (Vicecomandante) e Alfredo Berzanti (vice commissario).
Dall'agosto al settembre 1944 la divisione Osoppo partecipò insieme alla Divisione Garibaldi Friuli alla liberazione della Carnia ed alla costituzione della "repubblica"; dopo una serie di scontri e di piccole battaglie, i partigiani (circa 3500 uomini) occuparono una zona di 2500 chilometri quadrati con 78 900 abitanti e 37 comuni. La giunta della Repubblica venne costituita il 26 settembre ad Ampezzo e cercò di sviluppare progetti nell'amministrazione, nell'economia, nella giustizia, nella scuola. Nel campo della difesa i contrasti tra la Osoppo e le brigate garibaldine Carnia e Friuli non permisero invece di organizzare un comando unificato.
La successiva operazione di repressione nazifascista, condotta con oltre 40 000 uomini tra tedeschi, repubblicani di Salò, X MAS, reparti etnici e cosacchi, distrusse la "Repubblica della Carnia" e costò pesanti perdite ai difensori e alla popolazione civile; le forze nazifasciste devastarono il territorio, rastrellarono e deportarono; un reparto della Osoppo e le brigate garibaldine vennero decimate, ma il 27 novembre un reparto scelto osovano fu ancora in grado di respingere un attacco di truppe da montagna tedesche. Dopo nuovi scontri in un territorio aspro e inospitale, il comandante della Osoppo, "Verdi" (Candido Grassi), decise di ordinare la "pianurizzazione" dei suoi reparti che quindi riuscirono a filtrare tra le maglie dello schieramento nemico e trovarono riparo in pianura.

## Il 1945: contrasti tra osovani e garibaldini
Il Gruppo Brigata Osoppo dell'Est, comando unificato con la Divisione Garibaldi Natisone, non accettò di passare a est del fiume Isonzo per mettersi alle dipendenze del IX Corpus sloveno dell'Esercito Popolare di Liberazione della Jugoslavia di Tito. Il 22 novembre 1944, il Partito Comunista Italiano (e non il CLNAI, unico comando in grado di impartire legittimamente ordini sull'impiego operativo delle forze partigiane) aveva dato l'ordine ai partigiani italiani della zona di passare alle dipendenze del IX Corpus jugoslavo per favorire la creazione di (secondo le parole di Togliatti in una lettera a Vincenzo Bianco, rappresentante del PCI nel IX Corpus)
La disposizione era che "tutte le unità italiane della zona [del litorale adriatico friulano] devono operare soltanto sotto il comando del IX Corpo di armata di Tito", aggiungendo che chi avesse rifiutato questo comando sarebbe stato considerato fascista ed imperialista e trattato di conseguenza; il comando delle Brigate Osoppo aveva rigettato la richiesta con il grido pai nostris fogolârs (per i nostri focolari).

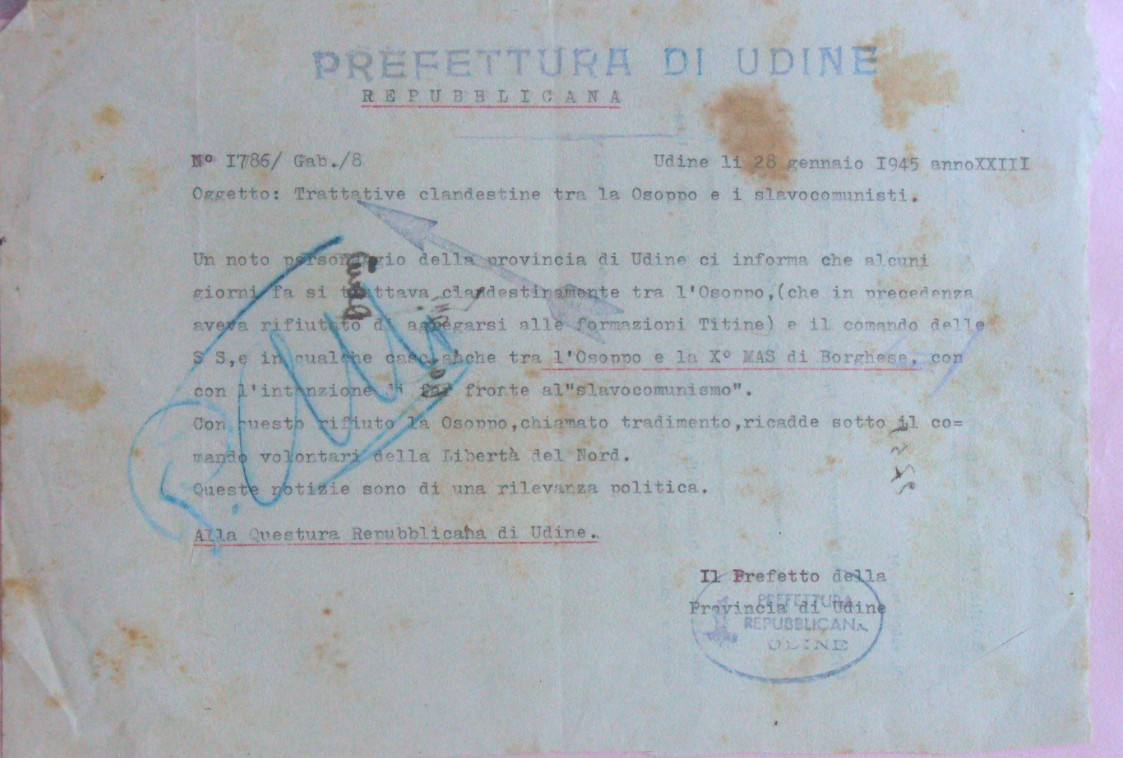
Nota della prefettura udinese sulle trattative S.S. - Osoppo

La dipendenza fu quindi accettata dai circa 3500 partigiani comunisti della divisione Garibaldi-Natisone ma non dagli autonomi della Osoppo. Nell'Osoppo ha militato, per un breve lasso di tempo, Elda Turchetti, uccisa a Porzus perché ritenuta dai comunisti una spia della X MAS, ma possibilmente anche un intermediario secondo altre fonti.
Se gli osovani basavano la loro posizione sui principi della difesa degli interessi nazionali, dei quali si sarebbe dovuto discutere solo a guerra finita, anche i garibaldini erano molto dubbiosi viste le posizioni politiche e i metodi autoritari adottate dagli sloveni nei loro territori.
(Giovanni Padoan)
Ciononostante circa 1500 garibaldini, pur vivendo un notevole disagio, il 24 dicembre 1944 furono obbligati ad accettare la strategia dei dirigenti del PCI e ad attraversare l'Isonzo. Il loro comando si portò nella zona di Circhina e Zakriz, nell'attuale Slovenia. Al termine della guerra furono mandati a liberare Lubiana, anziché Trieste come pare fosse stato loro promesso.
(Mario Lizzero ad Aldo Lampredi, dirigente nazionale PCI)

### Le missioni alleate e il conflitto tra le Brigate Osoppo e le Brigate Garibaldi
Sin dal luglio 1944 l'OSS (il servizio segreto degli USA che poi diventò la CIA, relativo alle operazioni all'estero) aveva avviato in Friuli una propria missione di collegamento con i partigiani, denominata Chicago-Texas. Tale missione era guidata da due agenti italiani affiliati al PCI, Alfredo Michelagnoli e Giuseppe Gozzer.
La missione fu organizzata sulla scorta di un più ampio accordo tra OSS e Partito comunista, che prevedeva l'arruolamento di "uomini esperti" indicati dal partito, in cambio della possibilità, per quest'ultimo, di utilizzare le radio del servizio segreto per comunicare con i propri dirigenti nell'Italia occupata dai nazifascisti.
Gozzer, tuttavia, sebbene alla testa di una missione alleata, divenne presto capo di stato maggiore della Brigata Garibaldi-Friuli, generando incertezze tra i membri del SOE (uno dei vari servizi segreti britannici per operazioni dietro le linee nemiche), già operanti in zona, i quali non avevano chiaro quando considerare le sue iniziative come adottate nella sua qualità di rappresentante degli statunitensi, o in quella di comandante partigiano e comunista.
D'altra parte, non esisteva alcun coordinamento specifico tra le missioni OSS e SOE e questo, a prescindere dal differente approccio politico tra statunitensi e britannici, generò "la più completa confusione", arrivando a mettere in concorrenza involontaria le missioni inviate indipendentemente su uno stesso territorio, e generando inefficienza e pericoli indebiti per gli stessi agenti alleati. Inoltre, il diverso approccio delle differenti missioni alleate non forniva ai partigiani una coerente immagine dell'alleanza angloamericana, e rendeva meno efficace la loro azione militare.
La scarsità del materiale inviato per via aerea dagli Alleati (sempre subordinato alle esigenze belliche su altri fronti e, comunque, a partire da una disponibilità limitata, frutto della percezione dei partigiani di una disponibilità teorica illimitata da parte angloamericana e, soprattutto, lo scarto notevole tra le promesse delle missioni e il materiale effettivamente giunto (oltre alle differenze riscontrabili tra le promesse di agenti OSS e agenti SOE), indusse - secondo un agente operante in Carnia - l'assunzione da parte della Resistenza locale di un atteggiamento cinico conseguente allo svilupparsi di una scarsa fiducia verso gli Alleati, incoraggiando così la propaganda rivoluzionaria e l'adesione a tendenze filorusse.
In generale, come spiega Claudio Pavone, se i rifornimenti non giungevano, o se ne giungevano pochi, si tendeva, in alcune occasioni, a ritenere che ciò fosse dovuto al fatto che gli eserciti "inglese e americano erano pur sempre strumenti di due potenze capitalistiche e imperialistiche".
L'agente Nicholson, del servizio britannico, valutò con estrema durezza l'operato del Gozzer, stigmatizzando come, a suo parere, l'OSS stesse affidandosi ad un "fantoccio mercenario" completamente sotto il controllo "del più violento comunista" del nord Italia. Dal canto suo, Michelagnoli inviava rapporti all'OSS nei quali elogiava le Garibaldi per lo "spirito combattivo" e il "sicuro antifascismo", mentre accusava le Osoppo di avere tra i propri membri numerosi ex fascisti e personaggi politicamente compromessi, pur rimarcando come tra le due formazioni non vi fossero incidenti degni di nota.
A proporre una diversa visione all'OSS vennero i rapporti di un'altra propria missione – guidata da uno statunitense, il maggiore Lloyd Smith – inviata in zona e controllata da una sezione del servizio diversa da quella responsabile per la Chicago-Texas. Lloyd Smith, nei propri rapporti, segnalò Gozzer come un attivo propagandista comunista, impegnato nel sabotare scientemente i tentativi di pacificazione tra diverse formazioni partigiane nei quali lo stesso Lloyd Smith era impegnato. Lloyd Smith chiese inutilmente al proprio comando che gli fosse conferita l'autorità necessaria per imporre il suo punto di vista – che era quello politico di parte alleata, che riteneva utile e necessaria la pacificazione e il coordinamento tra le Osoppo e le Garibaldi – arrivando a minacciare il ritiro della propria missione. Nel novembre 1944 giunsero al comando OSS di Caserta proteste simili di parte britannica, relative alla medesima situazione. Tuttavia, il responsabile della missione criticata, Suhling, respinse duramente al mittente le accuse, ribaltandole su Nicholson e Smith, sostenendo fossero essi a dare un connotato politico alla loro azione nel tentare di "unificare formazioni di diversa estrazione ideologica", contribuendo così ad interpretare l'azione alleata come una "pressione politica" e pretendendo di "influenzare se non di dirigere" le organizzazioni partigiane. Suhling concluse proponendo la rimozione di Smith.
I faticosi ma largamente infruttuosi tentativi di pacificazione ed unificazione delle formazioni Osoppo e Garibaldi condotti dagli agenti inglesi durante l'estate del 1944 fallirono definitivamente quando la zona fu sottoposta a violenti rastrellamenti da parte tedesca. Nicholson non poté che prendere atto che, tra i garibaldini, l'ostilità verso gli Alleati (per la scarsità di lanci di rifornimento e per gli scarsi progressi dell'avanzata in Italia) e verso le Osoppo era cresciuta, anziché diminuire. Le Garibaldi avevano parallelamente aumentato la loro attività politica. Addirittura, gli agenti inglesi erano stati minacciati di arresto e di fucilazione. A seguito di tali fatti e di tali minacce, lo stesso Nicholson si spostò verso Udine, abbandonando così il settore. Sul lato orientale del fiume Tagliamento (che con un vasto letto ghiaioso largo circa un chilometro costituiva un vero confine naturale) la situazione era ancora più difficile, in quanto tale territorio era apertamente rivendicato dai partigiani jugoslavi. Questi, ad una politica fortemente ostile verso le Osoppo, univano continue pressioni affinché i garibaldini fossero posti direttamente alle loro dipendenze. Un agente alleato inviato nella zona, al seguito del maggiore Thomas MacPherson, scrisse al suo comando una relazione nella quale segnalava che il IX Korpus sloveno considerava il maggiore e le Osoppo come collaboratori dei tedeschi e che, per questo motivo, sia la missione inglese, sia le Osoppo andavano eliminate a qualunque costo, in quanto considerati elementi che si opponevano al loro disegno annessionistico. Le Osoppo, in particolare, erano considerate un "nemico naturale" dai partigiani sloveni, che conducevano una violenta propaganda contro di esse, giungendo a disarmarle ove possibile, e rifiutando loro ogni diritto di reclutamento. A quel punto, concludeva l'agente, le Osoppo si trovavano a combattere contro sette nemici contemporaneamente: i tedeschi, i russi (al servizio dei tedeschi), i fascisti repubblicani, gli sloveni, i garibaldini, le spie civili e l'inverno.
Nel novembre 1944 la divisione Garibaldi Natisone trasse il dado e passò alle dirette dipendenze degli sloveni, chiudendo ogni contatto con le Osoppo. MacPherson, sollecitato anche dal comando Alleato a Caserta (dove giunsero poco dopo le denunce di Lloyd Smith e dei servizi inglesi), tentò un'ultima – disperata, quanto infruttuosa – mediazione. Il 15 dicembre 1944 MacPherson incontrò i capi della Natisone e lamentò come, dal momento del loro passaggio alle dipendenze del IX Korpus, si fossero verificati frequenti incidenti tra le brigate garibaldine e le Osoppo, aggiungendo che le divergenze politiche andavano assolutamente rimandate a dopo la fine della guerra, e che in nessun caso potevano costituire intralcio alle operazioni militari, sottolineando, a titolo di rassicurazione, come gli Alleati fossero vincolati da accordi internazionali a non ingerirsi nelle questioni politiche interne dei singoli Paesi liberati. Ma l'appello cadde nel vuoto e, anzi, la situazione continuò a precipitare. Negli stessi giorni un agente inglese, il caporale Michael Trent, rimase ucciso in circostanze mai definitivamente chiarite, forse dagli sloveni, i quali fecero correre voce che sia MacPherson sia Trent erano stati da essi condotti "davanti alla giustizia". Nella sua relazione stesa dopo la fine della guerra, MacPherson espresse la convinzione che i garibaldini avessero accettato il suggerimento di un comando unificato con le Osoppo solo al fine di ottenere in cambio un aumento dei lanci di rifornimento alleati, accaparrandosi poi la maggior parte delle armi, che conservarono durante l'attacco autunnale tedesco, mentre le Osoppo, pesantemente sconfitte, persero gran parte del loro equipaggiamento.
Il passaggio della Natisone sotto comando sloveno segnò l'occupazione di tutta la zona da parte del IX Korpus che, secondo MacPherson, vi dichiarò illegale l'italiano, imponendo in ogni ambito l'uso dello sloveno, e organizzò alcuni "plebisciti" annessionistici con le schede aperte sotto la minaccia delle armi. Gli uomini del IX corpus lanciarono inoltre una violenta campagna propagandistica contro le Osoppo, arrestandone e deportandone alcune staffette, e accusando gli osoviani di capitalismo, fascismo e collaborazione con i tedeschi. Tuttavia furono gli sloveni, in un certo senso, a collaborare con i tedeschi, segnalando loro le basi e i movimenti delle Osoppo. Al contempo, sia le Osoppo che la missione inglese furono accusate di essere spie tedesche. Nonostante tali denunce, la posizione del SOE non fu modificata in senso anticomunista e, anzi, esso si preoccupò di lasciare chiaro che le posizioni espresse dai suoi agenti sul campo fossero da attribuire esclusivamente ad essi stessi, e non al servizio. Pertanto, agli inizi di febbraio 1945, comunicò ai propri agenti che non era possibile intervenire in alcun modo sugli sloveni, e che gli agenti erano tenuti a tenersi fuori da qualsiasi scontro tra sloveni e partigiani non comunisti. Solo pochi giorni dopo fu consumato l'eccidio di Porzûs. Nella sua relazione finale, MacPherson lo definì come punto culminante di una campagna che durava da diversi mesi e aggiunse che, nelle intenzioni slovene, anche la missione inglese avrebbe dovuto essere eliminata allo stesso modo.

### L'eccidio di Porzûs
Le brigate Osoppo vennero coinvolte anche nel tragico episodio dell'Eccidio di Porzûs, verificatosi a partire dal 7 febbraio 1945 presso le malghe di Porzûs (comune di Faedis, Friuli orientale). La vicenda, connessa alla specifica situazione sul confine orientale con le forti motivazioni ideologiche dei componenti garibaldini comunisti e i rancori nazionalistici tra slavi e italiani, fu il più grave fatto di sangue tra formazioni partigiane durante la Resistenza.
A Porzûs aveva sede il comando del Gruppo delle Brigate Est della Divisione Osoppo, comandato dal capitano degli alpini Francesco De Gregori, detto "Bolla". La formazione autonoma di "Bolla", che teneva inalberata presso il proprio comando – e ben visibile a distanza – la bandiera italiana con lo scudo sabaudo, operava all'interno di una regione dominata dalle formazioni garibaldine che su ordine del PCI dalla fine del 1944 erano state inserite nell'esercito di liberazione della Jugoslavia, alle dipendenze del IX Korpus sloveno. Gli osovani, con le loro continue proteste contro le mire nazionalistiche jugoslave e contro la politica di collaborazione garibaldina, presentate anche direttamente da "Bolla" presso il CLN di Udine, suscitarono la reazione delle componenti comuniste del Comitato, che attivarono i gappisti operanti nella zona, incaricandoli di attaccare la sede del comando osovano.
Sul posto vennero quindi inviati un centinaio di gappisti, guidati da Mario Toffanin "Giacca", elemento fortemente ideologizzato ed estremista, che catturò con un trucco "Bolla" ed altri comandanti della Osoppo, tra cui il giellista Gastone Valente "Enea", e li fucilò subito, sottraendo carteggio, armi e provviste. Gli altri partigiani osovani presenti, tra i quali Guido Pasolini (fratello minore di Pier Paolo), vennero tutti quanti fucilati successivamente ad esclusione di due, che accettarono di entrare nei GAP.
L'eccidio ebbe rilevanti seguiti giudiziari con un lungo processo, che si concluse con pesanti pene, peraltro in grandissima parte non scontate a causa della fuga di un sostanzioso numero di imputati in Jugoslavia o in Cecoslovacchia, nonché per i vari provvedimenti di amnistia e indulto che si susseguirono dopo la guerra.

## Organizzazione
A marzo 1945 gli osovani operano con cinque divisioni.
Secondo la documentazione depositata presso INSMLI di Milano alla fine delle ostilità belliche, nell'aprile-maggio 1945, erano documentate le seguenti formazioni:
- 1ª Brigata Osoppo Prealpi con un battaglione Prealpi;
- 2ª brigata Osoppo con battaglioni: "Val But" e "Tolmezzo";
- 3ª brigata Osoppo con il battaglione "Giustizia";
- 5ª brigata Osoppo con battaglione "Piave";
- 1ª divisione Osoppo Carnia con battaglione "Carnia";
- 2ª divisione Osoppo territoriale con i battaglioni "Pontebba" e "Ledra"
- 2ª divisione Gruppo sud con la brigata Osoppo Martelli e il 2º battaglione "Partidor"
- Brigata Autonoma Rosselli
- Battaglione Divisionale Guastatori
- Battaglione Divisionale "Monte Canin"

## Persone legate alle brigate Osoppo
- Primo Cresta
- Cecilia Deganutti
- Renato Del Din
- Paola Del Din
- Francesco De Gregori
- don Emilio de Roja
- Galliano Fogar
- don Aldo Moretti
- Guido Pasolini
- Tarcisio Petracco
- Zefferino Tomè

### Onorificenze
- Giovanni Battista Berghinz
- Cecilia Deganutti
- Renato Del Din
- Paola Del Din
- Francesco De Gregori
- Aldo Moretti
- Pierino Celetto
- Pietro Maset
- Giuseppe De Monte
- Aldo Zamorani
- Luigi Antonio Tami
- Giuseppe Gozzer
- Terzo Drusin
- Franco Martelli